# 高梨利洋
高梨 利洋（たかなし としひろ、1974年1月9日 - ）は、北海道白老郡白老町出身の元プロ野球選手（内野手）。

## 経歴
小学2年の時に野球を始め、中学時代は2年連続で北海道大会を優勝した。
札幌第一高時代、3年次の夏には4番・エースとして南北海道大会で準優勝。
1991年のプロ野球ドラフト会議でヤクルトスワローズから5位指名を受け入団。
長く二軍生活が続いたが、プロ4年目の1995年に一軍初出場を果たし初安打を本塁打で記録する。1996年は一軍選手に故障が相次いだこともあり39試合に出場し、わずか1試合ではあるが4番も任された。
1999年オフに戦力外通告を受け退団し、地元である札幌市に本拠地を置く社会人野球のサンワード貿易に入団。社会人野球を経ずにプロ野球に入団した選手が、プロ退団後に社会人野球に入団するのは当時初めてのケースであった。
サンワード貿易では主に4番から6番を打ち、一塁手として活躍。特に2002年の第73回都市対抗野球大会1回戦では、優勝候補の一角だった日産自動車戦で2-2の9回に決勝本塁打を放つ勝負強さを見せた。2004年からはコーチ兼任となりチームに貢献してきたが、2005年限りで廃部となり退団。
2006年からは、恩師の野村克也が監督に就任した東北楽天ゴールデンイーグルスの北海道地区担当スカウトに転身した。担当した選手は寺田龍平、武藤好貴など。

## 人物
実父は大昭和製紙北海道の選手・監督や札幌第一高等学校野球部監督を務めた高梨英夫。実兄は元プロ野球選手の高梨芳昌。
2010年に日本ハムの杉谷拳士に塗り替えられるまで、イースタン・リーグでのシーズン最多安打記録（125本）を保持していた。

## 詳細情報

### 年度別打撃成績
| 年 度     | 球 団     | 試 合 | 打 席 | 打 数 | 得 点 | 安 打 | 二 塁 打 | 三 塁 打 | 本 塁 打 | 塁 打 | 打 点 | 盗 塁 | 盗 塁 死 | 犠 打 | 犠 飛 | 四 球 | 敬 遠 | 死 球 | 三 振 | 併 殺 打 | 打 率 | 出 塁 率 | 長 打 率 | O P S |
| --------- | --------- | ----- | ----- | ----- | ----- | ----- | -------- | -------- | -------- | ----- | ----- | ----- | -------- | ----- | ----- | ----- | ----- | ----- | ----- | -------- | ----- | -------- | -------- | ----- |
| 1995      | ヤクルト  | 3     | 6     | 6     | 1     | 1     | 0        | 0        | 1        | 4     | 3     | 0     | 0        | 0     | 0     | 0     | 0     | 0     | 1     | 0        | .167  | .167     | .667     | .833  |
| 1996      | ヤクルト  | 39    | 70    | 62    | 5     | 12    | 1        | 0        | 0        | 13    | 3     | 0     | 1        | 1     | 0     | 5     | 1     | 2     | 10    | 4        | .194  | .275     | .210     | .485  |
| 1999      | ヤクルト  | 7     | 4     | 4     | 1     | 0     | 0        | 0        | 0        | 0     | 0     | 0     | 0        | 0     | 0     | 0     | 0     | 0     | 0     | 0        | .000  | .000     | .000     | .000  |
| 通算：3年 | 通算：3年 | 49    | 80    | 72    | 7     | 13    | 1        | 0        | 1        | 17    | 6     | 0     | 1        | 1     | 0     | 5     | 1     | 2     | 11    | 4        | .181  | .253     | .236     | .489  |

### 記録
- 初出場：1995年10月3日、対横浜ベイスターズ25回戦（横浜スタジアム）、4回裏にトーマス・オマリーに代わり一塁手として出場
- 初先発出場：1995年10月8日、対中日ドラゴンズ26回戦（ナゴヤ球場）、8番・一塁手として先発出場
- 初安打・初本塁打・初打点：同上、2回表に野口茂樹から先制3ラン

### 背番号
- 50 （1992年 - 1999年）